# Turbion
Turbion (2005) (titlu original Spin) este un roman științifico-fantastic scris de Robert Charles Wilson, care a câștigat premiul Hugo pentru "Cel mai bun roman" în 2006. Este prima carte a trilogiei Turbion, a doua, Axa, fiind publicată în 2007, iar a treia, Vortex, în 2011.

## Intriga
Turbion descrie reacția pământenilor la plasarea în jurul planetei a unei membrane artificiale, care oprește și filtrează selectiv radiația electromagnetică și împiedică observarea oricărui lucru aflat dincolo de orbita terestră. Romanul este relatat la persoana întâi, din punctul de vedere al lui Tyler Dupree. Tyler este prieten din copilărie cu Jason și Diane Lawton, gemenii lui E. D. Lawton (un industriaș bogat a cărui avere se bazează pe afacerile cu aerostate). Într-o noapte în care admirau cerul, copiii Jason, Diane și Tyler asistă la dispariția stelelor și sosirea "Turbionului", așa cum ajunge să fie cunoscut fenomenul. Primele experimente demonstrează permeabilitatea membranei, permițând sondelor să trecă prin ea, dar se vădește că timpul de pe Pământ (aflat în interiorul membranei) este încetinit în mod dramatic, într-un raport de 3,15 ani în afara membranei la o secundă terestră, sau 100 de milioane de ani pentru un an terestru. Astfel, în timpul unei generații pământene, restul sistemului solar va fi îmbătrânit cu 4 miliarde de ani, iar Pământul va fi fost distrus de Soarele în expansiune.
Romanul îi urmărește pe cei patru protagoniști, fiecare implicat în problema Turbionului, precum și conștientizarea destinului omenirii. E.D. înființează o companie de sateliți de orbită joasă (folosind tehnologia baloanelor de mare altitudine), lucru care îi aduce câștiguri spectaculoase. Jason devine om de știință și își dedică viața înțelegerii "Turbionului" și a ceea ce se află în spatele său. Diane se alătură unui cult religios care consideră Turbionul parte a planului divin al sfârșitului lumii. Tyler devine un medic dedicat meseriei sale, care trece printr-o serie de crize existențiale legate de Turbion.
Odată cu descoperirea construcțiilor enorme aflate în exteriorul membranei, deasupra polilor Pământului (lucru teoretic imposibil, deoarece orice lucru care stă pe orbita terestră cade, iar singurul mod de a funcționa al sateliților geostaționari este de a se mișca rapid deasupra ecuatorului), devine evident că, în spatele Turbionului, se află un "cine", nu un "ce". Autorii ipotetici sunt numiți, destul de logic, "ipoteticii", începându-se o muncă titanică pentru a afla cine sunt ei, de ce fac asta Pământului și cum pot oamenii să îi oprească înainte de a fi prea târziu.
Prima tentativă este aceea de a distruge unul dintre dispozitivele care plutesc deasupra polilor cu ajutorul unei explozii termonucleare. Gestul scutură membrana, care devine parțial transparentă pentru o vreme, lucru care permite oamenilor să vadă viteza fantastică cu care stelele se mișcă pe cer. Dar, în afara acestui efect, nu se petrece nimic: dispozitivul atacat rămâne intact, iar membrana își revine după câteva ore (conform timpului terestru), lucrurile revenind la situația de dinaintea exploziei.
Al doilea plan îl reprezintă terraformarea planetei Marte, lucru posibil datorită vitezei incredibile cu care timpul avansează în afara Pământului. Sunt trimiși coloniști umani pentru a da naștere unei noi civilizații și, peste milenii (săptămâni pe Pământ), să dezvolte o știință mai avansată ca a pământenilor, care să permită găsirea răspunsului la existența Turbionului și, dacă e posibil, a unei soluții care să salveze Pământul. După 100.000 de ani, când Marte ajunge să fie înconjurată de propria membrană a Turbionului, guvernul marțian îl trimite pe Wun Ngo Wen pe Pământ. Wun furnizează pământenilor tehnologia care permite trimiterea în galaxie a unor mașini auto-reproducătoare Von Neumann, în căutarea informațiilor despre creatorii Turbionului, pe care să le transmită pe Pământ și pe Marte. După doar câteva săptămâni pământene, semnalele devin mai slabe, contradictorii și cu multe întreruperi.
Wun aduce și o serie de tehnici medicale avansate, inclusiv un drog care permite ființelor umane atingerea "vârstei a patra". Tehnica este folosită pentru a vindeca scleroza multiplă atipică de care suferă Jason și boala cardiovasculară a Dianei.
Explicația finală este că Turbionul a fost creat de mașini auto-reproducătoare similare celor trimise de oameni, dar mult mai avansate, care constituie o entitate colectivă conștientă de sine, veche de miliarde de ani. Se descoperă că întreruperea comunicațiilor cu mașinile trimise să aducă informații este cauzată de consumarea acestora de către rețeaua mult mai veche de mașini auto-reproducătoare, care le asimilează tehnologic. Înainte de a fi absorbită în totalitate de rețeaua creatorilor Turbionului, rețeaua creată de oameni dovedește că și alte planete din afara sistemului solar au fost înconjurate de Turbioane similare. Însă tocmai absorbirea rețelei umane de către cealaltă va permite omenirii să depisteze indirect creatorii Turbionului și să intervină în scopurile lor.
Creatorii Turbionului pun planetele locuite de specii inteligente într-o stare de animație suspendată, imediat ce observă că au intrat într-o fază de creștere ieșită de sub control, care va duce la epuizarea resurselor planetei. Între timp, mașinile construiesc o poartă stelară de tipul unei găuri de vierme care leagă planetele cu condiții similare celor aflate în stază, într-un lanț de planete cu condiții de mediu și viață similare interconectate. Aceste porți compensează neajunsurile călătoriei spațiale, salvând speciile inteligente de la auto-distrugere prin oferirea unor noi direcții de dezvoltare.
Aproximativ în anul 4 miliarde, la câțiva ani după ce "ipoteticii" au oprit proprietatea de accelerare temporală a membranei (dar nu au îndepărtat membrana, deoarece Soarele acelor vremuri ar fi distrus viața de pe Pământ), guvernul pământean - îngrijorat de efectele biotehnologiei marțiene - începe să îi vâneze pe cvadri, oamenii care au făcut tratamentul vârstei a patra. Jason e mort demult, dar Diane, fiind un cvadru, trebuie să se ascundă. Tyler, care o însoțește, trece și el prin procesul de transformare în cvadru și, la sfârșitul cărții, amândoi fug de persecuțiile guvernamentale și trec printr-o gaură de vierme într-o altă lume asemănătoare Pământului.
Prima jumătate a poveștii este narată sub forma unor note și amintiri scrise de Tyler în timpul tratamentului de cvadru, care se intercalează cu capitolele "din prezent" ale primei jumătăți a cărții și ale majorității părții a doua.

Prima ediție a copertei romanului Turbion (2005) (titlu original Spin)

## Tehnologii
- Dilatarea temporală
- Energia ionilor
- Nanotehnologia/biotehnologia dusă la nivelul creării unei rase/entități de mașini auto-reproducătoare
- Porți care folosesc găuri de vierme pentru a călători la distanțe mari
- Droguri marțiene care încetinesc procesul de îmbătrânire
- O mare varietate de droguri marțiene foarte avansate

## Opinii critice
Romanul a fost considerat o capodoperă datorită combinației excepționale între "un "cum ar fi dacă" la scară galactică și o poveste umană la scară mică".
Mark Teppo consideră că "în ciuda grandioasei scalei cosmice, romanul nu se îndepărtează de povestea personajelor principale și de interacțiunile dintre acestea", subliniind că "totuși, Turbion duce la extrem speculațiile științifice, comprimarea timpului folosită de Wilson permițând un contrast fascinant cu natura infinitezimală a existenței noastre personale".
Thomas M. Wagner apreciază faptul că romanul "demonstrează că ficțiunea de idei nu trebuie să ducă lipsă de căldură, în timp ce ficțiunea umanistă nu trebuie să apeleze la trucuri emoționale care să insulte intelectul", considerând că "aici se găsește la fel de multă speculație hard SF cât și adevăr plin de sentiment despre modul în care privim viața și moartea, pe cei pe care-i iubim și pe noi înșine". Greg L. Johnson remarcă, la rândul său, că "frumusețea Turbionului o reprezintă faptul că-și spune povestea prin intermediul detaliilor ordinare, cotidiene ale vieților personajelor", ridicând în același timp "dilemele de bază ale existenței umane".

## Premii
- Câștigător al premiului Hugo, 2006[1]
- Nominalizat la premiul memorial John W. Campbell, 2006[1]
- Nominalizat la premiul Locus, 2006[1]